# Parerupa
Parerupa és un gènere d'arnes de la família Crambidae.

## Taxonomia
- Parerupa africana (Aurivillius, 1910)
- Parerupa bipunctalis (Hampson, 1919)
- Parerupa distictalis (Hampson, 1919)
- Parerupa undilinealis (Hampson, 1919)